# Kai !Garib
Kai !Garib – gmina w Republice Południowej Afryki, w Prowincji Przylądkowej Północnej, w dystrykcie Siyanda. Siedzibą administracyjną gminy jest Kakamas.